# Aquilegia sibirica
Aquilegia sibirica és una espècie de planta fanerògama que pertany a la família de les ranunculàcies.

## Descripció
Aquilegia sibirica té les seves tiges de 25 a 70 cm d'alçada, glabres, no ramificades o rarament d'1 a 3 ramificacions. Té poques fulles basals, ternades; el seu limbe foliar és per sota glabre o basalment alguns pèls, per sobre glabre; els folíols laterals són orbiculars i reniformes, lleugerament oblics, desigualment dividits en dues parts; folíol central és orbicular i reniforme, 1,2-3,5 × 1,5-5 cm, dividit en 3 per a 3 seccions i apicalment amb 3 dents obtuses. Les inflorescències són d'1 a 4 flors; tenen entre 1 a 3 bràctees. Les flors són pendulars, d'uns 4 cm de diàmetre. El seu pedicel fa entre 1 a 5 cm. Els sèpals que s'estenen, són de color blau a vermell porpra, àmpliament ovats, 1,9 a 3 × 1 a 1,7 cm, el seu àpex és lleugerament agut. Els pètals són de color blau a vermell porpra, suberectes, de vegades blancs, oblongs, de 0,9-1-1 cm, àpex arrodonit; l'esperó de la flor fa entre 0,6 a 1,2 cm, apicalment incurvat. Els estams són gairebé tan llargs com els pètals; les anteres són grogues, àmpliament el·lipsoides, d'uns 1,5 mm. Els estaminodis són lineals, d'uns 9 mm. Té 5 pistils erectes i glabres. L'ovari fa uns 7 mm i els estils fan uns 3 mm. Floreix entre juny i juliol.

## Distribució i hàbitat
La distribució natural d'Aquilegia sibirica es troba a la província xinesa de Xinjiang, a Mongolia i a Rússia (Sibèria).

## Taxonomia
Aquilegia sibirica va ser descrita per Jean Baptiste Antoine Pierre de Monnet de Lamarck i publicat a Encyclopédie Méthodique, Botanique 1(1): 150, a l'any 1783.
Etimologia
Aquilegia: nom genèric que deriva del llatí aquila = "àguila", en referència a la forma dels pètals de la qual se'n diu que és com l'urpa d'una àguila.
sibirica: epítet